# Venheyde
Venheyde ist ein Ortsteil der Mittelstadt Wegberg im Kreis Heinsberg im Bundesland Nordrhein-Westfalen.

## Geografie

### Lage
Venheyde liegt nördlich von Wegberg an der Landesstraße 367.

### Nachbarorte
| Venn    | Lüttelforst                                 |            |
| Merbeck | Kompassrose, die auf Nachbargemeinden zeigt | Schwaam    |
|         | Harbeck                                     | Rickelrath |

## Geschichte
Venheyde liegt nordöstlich von Merbeck und gehörte in früherer Zeit zur Pfarre Niederkrüchten und bis 1971 mit Merbeck auch zur Zivilgemeinde Niederkrüchten. Seit 1819 zählt Venheyde zur Pfarre Merbeck.

## Infrastruktur

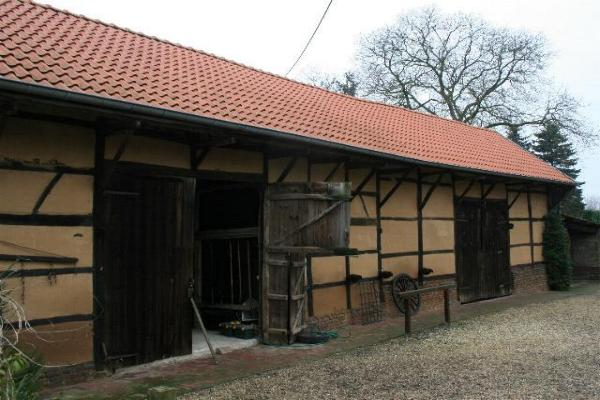
Stallanlage in Venheyde

In Venheyde existieren ein landwirtschaftlicher Betrieb sowie ein Pferdehof und Kleingewerbebetriebe.
Die AVV-Buslinie SB8 der WestVerkehr verbindet Venheyde wochentags mit Wegberg, Erkelenz und Niederkrüchten. Abends und am Wochenende kann der MultiBus angefordert werden.
| Linie | Verlauf |
| ----- | --- |
| SB8   | Schnellbus: Erkelenz Bf – Erkelenz Burg / Erkelenz ZOB – Holtum – Uevekoven – Wegberg – Harbeck – Berg – Rickelrath – Schwaam – Venheyde – Merbeck – Abzw. Tetelrath – Silverbeek – Niederkrüchten |

## Sehenswürdigkeiten

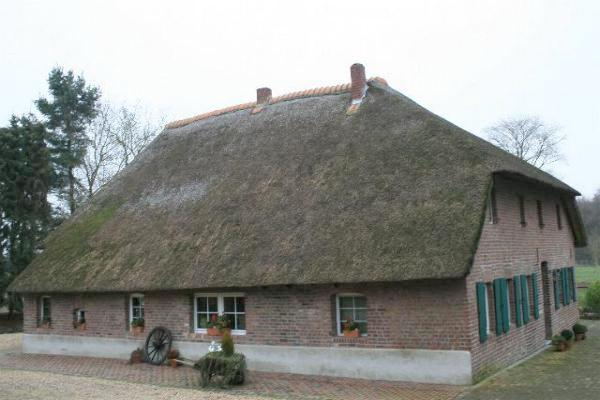
Reetdachgehöft in Venheyde

- Reetdachgehöft, In Venheyde 12 als Denkmal Nr. 154

## Vereine
- Dorfgemeinschaft Venheyde
- Freiwillige Feuerwehr Wegberg, Löschgruppe Merbeck, zuständig auch für die Ortschaft Venheyde.